# A VI-a dinastie egipteană
A VI Dinastie Egipteană (2345 - 2181 î.Hr..) împreună cu dinastiile a III-a, a IV-a și a V-a ale Egiptului Antic sunt se obicei grupate sub titulatura de Vechiul Regat.
Monarhi cunoscuți în Istoria Egiptului Antic ai celei de a VI-a dinastii:
| Nume                  | Observații               | Date      |
| --------------------- | ------------------------ | --------- |
| Teti                  | —                        | 2345–2333 |
| Userkare              | —                        | 2333–2332 |
| Pepi I Meryre         | —                        | 2332–2283 |
| Merenre Nemtyemsaf I  | —                        | 2283–2278 |
| Pepi II Neferkare     | —                        | 2278–2184 |
| Merenre Nemtyemsaf II | Incert.                  | 2184      |
| Nitiqret              | Presupusă femeie faraon. | 2184–2181 |

Ultimul faraon al dinastiei a VI-a este Pepi II, care se pare ca a condus timp de 94 ani, mai mult decât oricare alt monarh din istorie. Acesta avea 6 ani când s-a urcat pe tron și 100 de ani când a murit (2278–2184). Ultimii ani din domnia lui Pepi II au fost marcați de ineficiență datorită vârstei avansate a acestuia. Vechiul regat se încheie odată cu moartea acestuia.
Destrămarea Vechiului Regat Egiptean se presupune că a fost cauzată de o catastrofă naturală: o secetă crâncenă  care a generală și a durat aproape un secol.